# 上村拓也
上村 拓也（うえむら たくや、1992年〈平成4年〉9月24日 - ）は、日本の空手家。沖縄県那覇市出身。沖縄国際大学卒業。

## 経歴
世界空手選手権の団体形で、同じ沖縄劉衛流龍鳳会所属の喜友名諒（2020 東京オリンピック 空手形 金メダリスト）、金城新とともに大会2連覇を達成   。また、 アジア空手道選手権大会の団体形でも上村、喜友名、金城の3選手で大会6連覇している。

## 主な戦績
| 年     | 大会               | 開催地                     | 順位 | 種目   |
| ------ | ------------------ | -------------------------- | ---- | ------ |
| 2015年 | アジア空手道選手権 | 横浜、日本                 | 優勝 | 団体形 |
| 2016年 | 世界空手選手権大会 | リンツ、オーストリア       | 優勝 | 団体形 |
| 2017年 | アジア空手道選手権 | アスタナ、カザフスタン     | 優勝 | 団体形 |
| 2018年 | アジア空手道選手権 | アンマン、ヨルダン         | 優勝 | 団体形 |
| 2018年 | 世界空手選手権大会 | マドリッド、スペイン       | 優勝 | 団体形 |
| 2019年 | アジア空手道選手権 | タシケント、ウズベキスタン | 優勝 | 団体形 |
| 2021年 | アジア空手道選手権 | アルマトイ、カザフスタン   | 優勝 | 団体形 |
| 2022年 | アジア空手道選手権 | タシケント、ウズベキスタン | 優勝 | 団体形 |